# Leptopus fangdingianus
Leptopus fangdingianus är en emblikaväxtart som först beskrevs av Ping Tao Li, och fick sitt nu gällande namn av Maria Sergeevna Vorontsova och Petra Hoffm.. Leptopus fangdingianus ingår i släktet andrakner, och familjen emblikaväxter. Inga underarter finns listade i Catalogue of Life.